# 鹿栖站
鹿栖站位于重庆市江北区，是重庆轨道交通4号线车站，车站编号4/11。

## 结构
鹿栖站为高架侧式车站。